# Wellcome Trust
La Wellcome Trust es una organización benéfica de investigación biomédica con sede en Londres, Reino Unido. Fue establecida en 1936 con legados del magnate farmacéutico Sir Henry Wellcome para financiar la investigación para mejorar la salud humana y animal. El objetivo de la Fundación es "lograr mejoras extraordinarias en la salud apoyando a las mentes más brillantes", y además de financiar la investigación biomédica, apoya la comprensión pública de la ciencia. Tiene una dotación de 23.200 millones de euros (2017), lo que la convierte en la segunda fundación benéfica más rica del mundo, después de la Fundación Bill y Melinda Gates.
La Fundación ha sido descrita por el Financial Times como el mayor proveedor de fondos no gubernamentales del Reino Unido para la investigación científica y uno de los mayores proveedores del mundo.